# Poliptyk z Lusiny
Poliptyk z Lusiny (niem. Polyptychon aus Lusina), późnogotyckie retabulum ołtarzowe, poliptyk dekorowany płaskorzeźbami i malowidłami, pochodzący z nieznanego, najprawdopodobniej małopolskiego (lub galicyjskiego) warsztatu, wykonany ok. 1510 r. Pierwotnie nastawa miała trzy odsłony widoczne po otwarciu kolejnych par skrzydeł. W 1940 r. wewnętrzne skrzydła i szafa poliptyku, będące wówczas w depozycie Muzeum Narodowego w Krakowie zostały zarekwirowane przez Biuro Mühlmanna, działające w imieniu Rządu Generalnego Gubernatorstwa. Po wojnie do krakowskiego muzeum wróciły jedynie skrzydła, pozbawione szafy środkowej i zdobiącej ją płaskorzeźby z wizerunkiem Świętej Rodziny oraz płaskorzeźbionej kwatery ze skrzydła przedstawiającej scenę Legendy św. Teofila z Adany (Teofila z Cylicji). Obydwa fragmenty retabulum znajdują się w Katalogu strat wojennych pod numerem 409.

## Historia
Historia retabulum do połowy XIX w. pozostaje nieznana. Pierwsza wzmianka o poliptyku z Lusiny pojawiła się w 1850 r., kiedy to został on przekazany w dwóch darowiznach - dr med. Karola Soczyńskiego (w lipcu 1850 r.) i Józefa Jerzmanowskiego (w listopadzie 1850 r.), Muzeum Starożytności działającemu przy Towarzystwie Naukowym w Krakowie. Wcześniej, do 1846 r. nastawa miała znajdować się w kaplicy dworu Leopolda i Wincentego Sroczyńskich, właścicieli podkrakowskiej Lusiny.
W 1858 r. ołtarz został zaprezentowany publiczności na Wystawie Starożytności w Pałacu Lubomirskich przy ul. św. Jana zorganizowanej przez Towarzystwo Naukowe w Krakowie. Z katalogu tej wystawy pochodzi pierwsze zdjęcie poliptyku, autorstwa Karola Beyera, na którym jest on otwarty i widoczne są jedynie płaskorzeźbione sceny. Po zakończeniu działalności Towarzystwa Naukowego, retabulum zostało przekazane kolejno Akademii Umiejętności w Krakowie w 1871 r. oraz Muzeum Narodowemu w Krakowie. Do ostatniej z instytucji trafiło jako dwa osobne depozyty – skrzydła zewnętrzne w 1891 r., a następnie szafa ze skrzydłami wewnętrznymi w 1938 r.
Pomiędzy 1858 r. a 1900 r. elementy poliptyku nie uległy znaczącej zmianie, co zostało udokumentowane na fotografii Ignacego Kriegera, prezentującej dzieło w tym samym ustawieniu co Karol Beyer. W scenie ze Świętą Rodziną częściowo zrekonstruowano rozety. Zmienił się jednak jego stan techniczny, który uległ pogorszeniu stąd w 1928 r. został napisany program konserwatorski zakładający wykonanie nowej konstrukcji wzmacniającej szafy środkowej oraz prac strukturalnych i estetycznych. Prace te miał wykonać malarz i konserwator Wiesław Zarzycki. Nie wiadomo jednak czy i w jakim stopniu program ten został zrealizowany.
Po wybuchu II wojny światowej, 16 grudnia 1940 r. części poliptyku zostały zarekwirowane przez okupanta i umieszczone w katalogu Sichergestelle Kunstwerke im Generalgouvernement pod nr. 247 a 1 marca 1940 r. zarekwirowane przez okupanta. W tym czasie fragmenty retabulum były eksponowane dwukrotnie - po raz pierwszy w maju 1941 r. na wystawie Veit Stoss-Ausstellung w Collegium Maius siedzibie Institut für Deutsche Ostarbeit, a następnie w 1942 r. na wystawie Altdeutsche Kunst aut Krakau und dem Karpatenland. Na drugiej wystawie, odbywającej się w tym samym miejscu co pierwsza, odwiedzjący mogli podziwiać jedynie płaskorzeźby z lewego skrzydła ze scenami Śmierć Marii i Legendy św. Teofila z Adany. Pomiędzy obydwoma wystawami części nastawy zostały poddane zabiegom konserwatorskim przeprowadzonym przez Eduarda Kneisla, a następnie przygotowane do wywiezienia z Krakowa w częściach. Parę skrzydeł (prawdopodobnie wewnętrznych) pozbawionych płaskorzeźb zdeponowano razem z dekoracjami snycerskimi zdobiącymi kwatery z reliefami w składnicy muzealnej na Wawelu. Po wojnie, w 1948 r. trzy spośród pięciu płaskorzeźb odzyskano. Zostały przywiezione z Muzeum Narodowego w Warszawie. Nie wiadomo natomiast gdzie i w jakim stanie przechowywano malowane skrzydła zewnętrzne przed ich rewindykacją.
Po rewindykacji, w latach 1947-1948 skrzydła poliptyku ponownie poddano konserwacji. Przeprowadził ja wówczas Mieczysław Gąsecki. Wspomniane elementy snycerskie odnaleziono w 1963 r. a zamontowano je w kwaterach dopiero w 1975 r. W Muzeum Narodowym w Krakowie zachowały się także pinakle pochodzące z szafy poliptyku. Odzyskane, zakonserwowane i uzupełnione skrzydła retabulum były eksponowane na dwóch wystawach - Polska sztuka cechowa od XIV do XVIII w. w Muzeum Narodowym w Krakowie i Sztuka cenniejsza niż złoto na Wawelu. Obecnie stanowią one część stałej ekspozycji sztuki dawnej prezentowanej w Pałacu Biskupa Erazma Ciołka, oddziale Muzeum Narodowego w Krakowie przy ul. Kanoniczej 17.

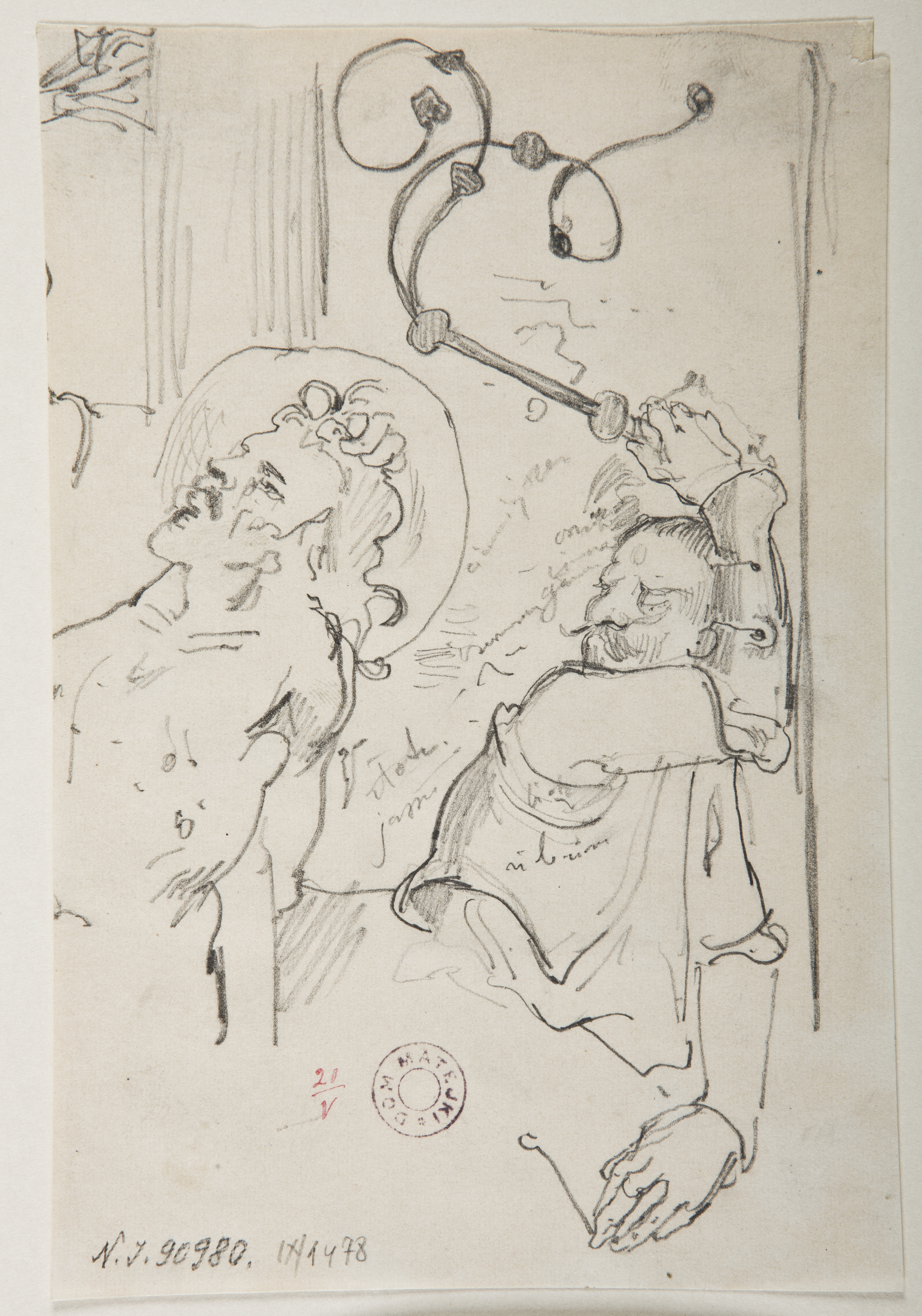
Jan Matejko, szkic fragmentu kwatery Biczowania z Poliptyku z Lusiny, ołówek, papier, bez daty.

W zbiorach Muzeum Narodowego w Krakowie znajduje się powiązany z Poliptykiem z Lusiny szkic Jana Matejki, kopiujący kompozycję fragmentu malowanej kwatery odsłony niedzielnej ołtarza: Biczowanie Chrystusa. Karta opisana jest numerem szkicownika: 21/V i należy do licznych rysunków dzieł sztuki średniowiecznej, tworzonych przez Matejkę.

## Wygląd
Pierwotną formą Poliptyku z Lusiny był pentaptyk z dwoma parami ruchomych skrzydeł. Najstarsze, pochodzące z połowy XIX w. źródła dokumentujące retabulum wskazują, że do tego czasu nie zachowało się ani jego zwieńczenie ani predella. Zgodnie z funkcją liturgiczną ołtarza szafiastego, bogactwo zdobień ołtarza było stopniowane poprzez kolejne jego odsłony.

### Odsłona codzienna
Zamknięty ołtarz prezentował parę skrzydeł zewnętrznych podzielonych poziomo na dwie kwatery - górną i dolną. Namalowano w nich wizerunki świętych przedstawiające św. Stanisława, św. Annę, św. Floriana i św. Katarzynę. Stan zachowania prostych w formie malowideł nie pozwala na pełne odczytanie charakteru malarstwa, niemniej jednak zostały ozdobione niedostrzegalnymi gołym okiem złoconymi nimbami. Degradacja tego fragmentu jest zapewne związana z działaniem zmiennych warunków klimatycznych na malowidło niskiej jakości technicznej.

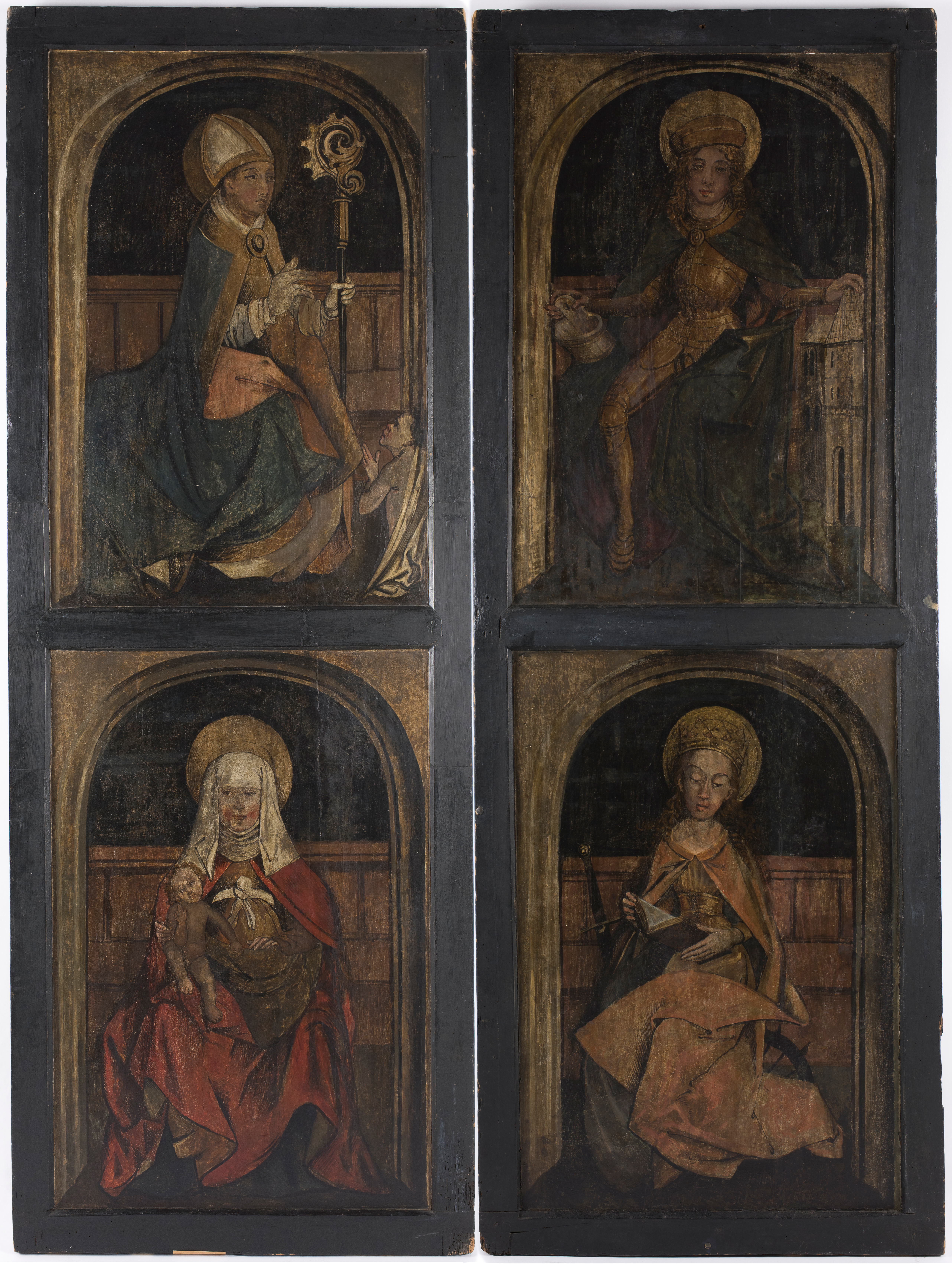
Poliptyk z Lusiny, malowane kwatery odsłony codziennej - święci i święte

### Odsłona niedzielna

Poliptyk z Lusiny, malowane kwatery odsłony niedzielnej

Po otwarciu pierwszej pary skrzydeł ukazywały się dwa rzędy malowanych scen cyklu pasyjnego. Na ozdobionych gładkimi, złoconymi i srebrzonymi płaszczyznach kwater ukazane są fragmenty Ewangelii opowiadające o ostatnich godzinach życia Jezusa Chrystusa, od pojmania w Ogrójcu do śmierci na krzyżu na wzgórzu Golgota. Całość zawiera osiem scen: Modlitwę w Ogrójcu, Pojmanie, Chrystusa przed Kajfaszem, Chrystusa przed Piłatem, Biczowanie, Cierniem Koronowanie, Upadek pod Krzyżem i Ukrzyżowanie. Sceny cechuje ekspresja, wyrażona mocnym rysunkiem oraz kontrastami pomiędzy cienkimi i transparentnymi warstwami malarskimi a grubymi impastami. Są one widoczne zarówno w dynamicznych scenach, takich jak Biczowanie czy Cierniem Koronowanie, jak i statycznych, przykładowo Modlitwa w Ogrójcu lub Chrystus przed Kajfaszem. Kompozycja pierwszych z wymienionych kwater jest wykadrowana „ciasno”. Malarza (lub malarze) uzyskali dynamikę scen w oparciu o układy diagonalne i kołowe oraz skróty perspektywiczne i rzadkie w ówczesnym malarstwie przycinanie scen angażujące widza w przedstawione wydarzenia. Poza sceną Modlitwy w Ogrójcu, gdzie został ukazany trzeci plan, wzbogacający narracyjny charakter obrazu, kompozycja jest ograniczona do pierwszego a czasem drugiego planu. Tło wszystkich malowideł jest złocone. Złoto i srebro zostały również użyte do ozdobienia nimbów, elementów uzbrojenia czy naczyń, którym nadano trójwymiarowe kształty i faktury wykorzystując rozwiązania graficzne, takie jak czarne linie szrafunku podkreślone białymi lub złocistymi światłami (np. zbroje, kolczugi, naczynia).
Stan zachowania wszystkich obrazów wskazuje na znaczny stopień zniszczenia. Przemyte i przemalowane w przeszłości fragmenty utrudniają odbiór estetyczny obrazów, które zostały namalowane w oparciu o znane w tym czasie wzory graficzne z przedstawieniami pasji Chrystusa autorstwa Hansa Schäufeleina i Lukasa Cranacha Starszego. Można domniemywać, że kwatery zostały pozbawione części laserunków.

### Odsłona świąteczna

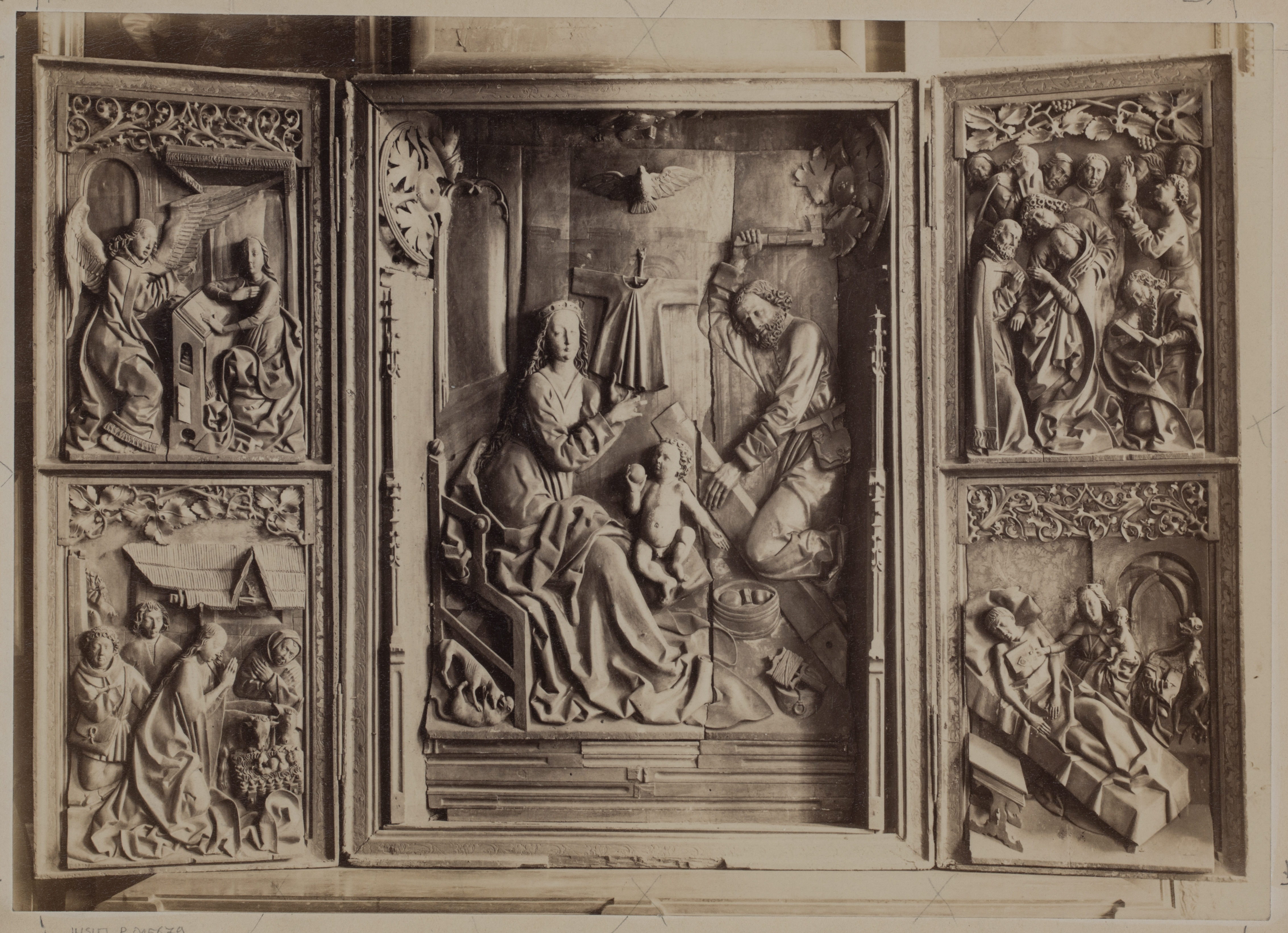
Poliptyk z Lusiny, ołtarz otwarty - odsłona świąteczna, fotografia z Zakładu Ignacego Kriegera, przed 1900, Fototeka UJ.

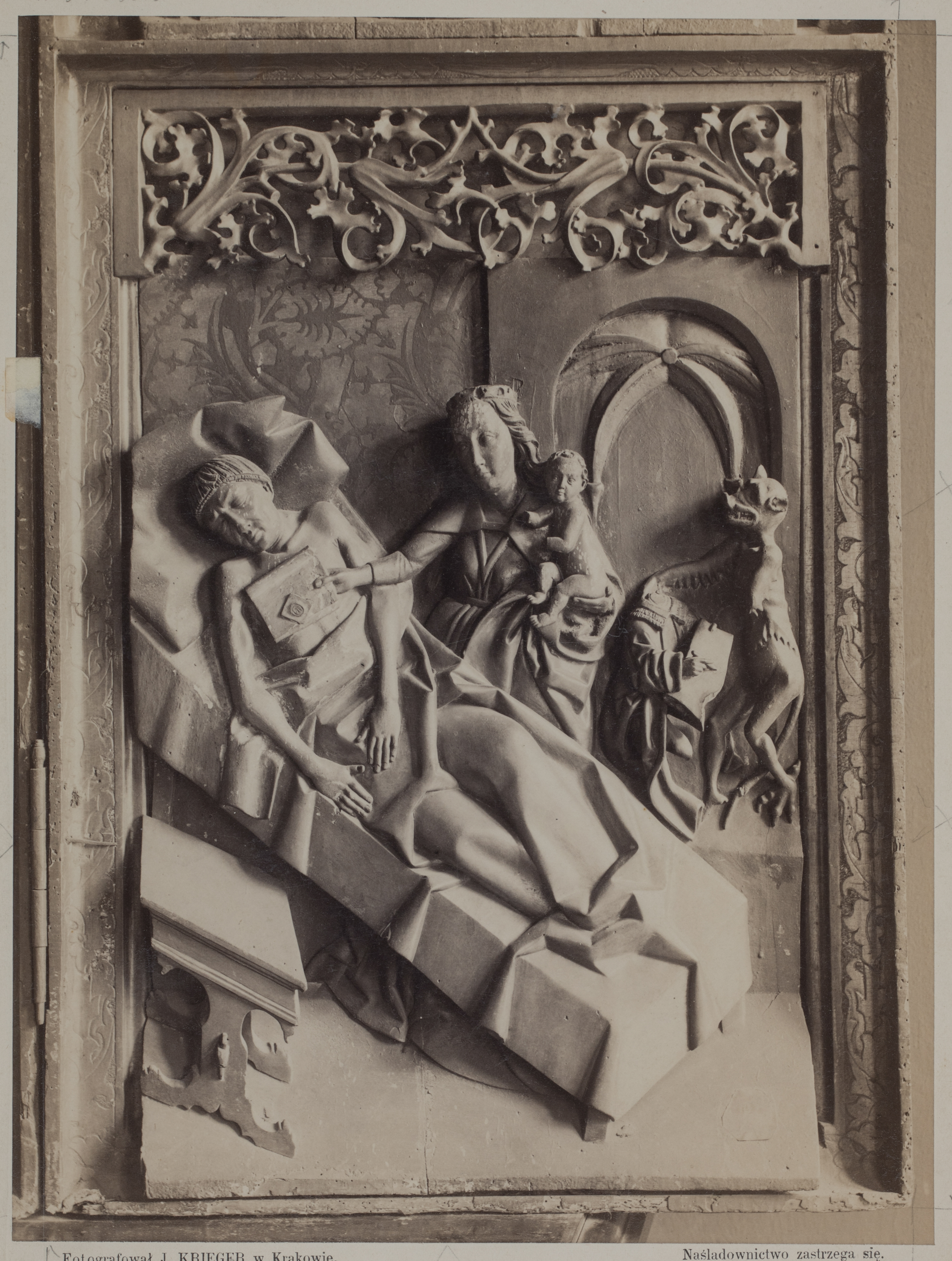
Poliptyk z Lusiny, płaskorzeźba odsłony świątecznej z przedstawieniem Matki Boskiej zwracającej cyrograf św. Teofilowi z Adany (zaginiona), Zakład Ignacego Kriegera, przed 1900, Fototeka UJ.

Otwarcie wewnętrznych skrzydeł prezentowało najbardziej wyrafinowaną artystycznie odsłonę, na którą składało się pięć polichromowanych, złoconych i srebrzonych płaskorzeźb ukazujących sceny z życia Marii. W układach kompozycyjnych oraz detalach przedstawień widać silny wpływ sztuki Wita Stwosza. W centrum nastawy zostało umieszczone większe i bardziej kunsztownie wykonane płaskorzeźbione przedstawienie Świętej Rodziny, a na każdym skrzydle po dwie sceny z cyklu maryjnego - Zwiastowanie, Boże Narodzenie, Śmierć Marii i scenę Legendy świętego Teofila z Adany. Pierwsze z nich nawiązujące do stwoszowskiej grafiki z przedstawieniem Świętej Rodziny ukazywało Marię tkającą sukienkę Chrystusa, umieszczone centralnie Dzieciątko trzymające w dłoni jabłko i św. Józefa przy pracy ciesielskiej. W rogu  pod ławą, na której siedzi Maria autor umieścił walczącego psa i małpę. Od góry scenę zamyka wizerunek unoszącego się Ducha Świętego pod postacią gołębicy. Płaskorzeźbę wyróżnia wysoki poziom artystyczny, i pomimo hieratyczności przedstawienia, umiejętne oddanie przestrzeni w technice płaskorzeźby a także swobodny sposób kształtowania fizjonomii postaci oraz anatomii dziecka czy draperii. Ciekawy jest tu wykorzystany przez autora motyw ikonograficzny sukienki tkanej przez Marię dla Chrystusa, którą tradycja utożsamiła z wspomnianą w Ewangelii św. Jana tunica inconsutilis - tkaną tuniką, o którą mieli rzucać losy żołnierze krzyżujący Chrystusa.
Cztery mniejsze kwatery zdobiące skrzydła zostały wyrzeźbione bardziej schematycznie. Najciekawszym pod względem ikonograficznym jest utracony relief z Legendą św. Teofila z Adany ukazujący scenę, w której Maria oddaje Teolifowi podpisany przez niego cyrograf. Odzyskując go od diabła na jego prośbę ratuje tym samym duszę Teofila.

### Fragmenty kwater, stan na rok 2018

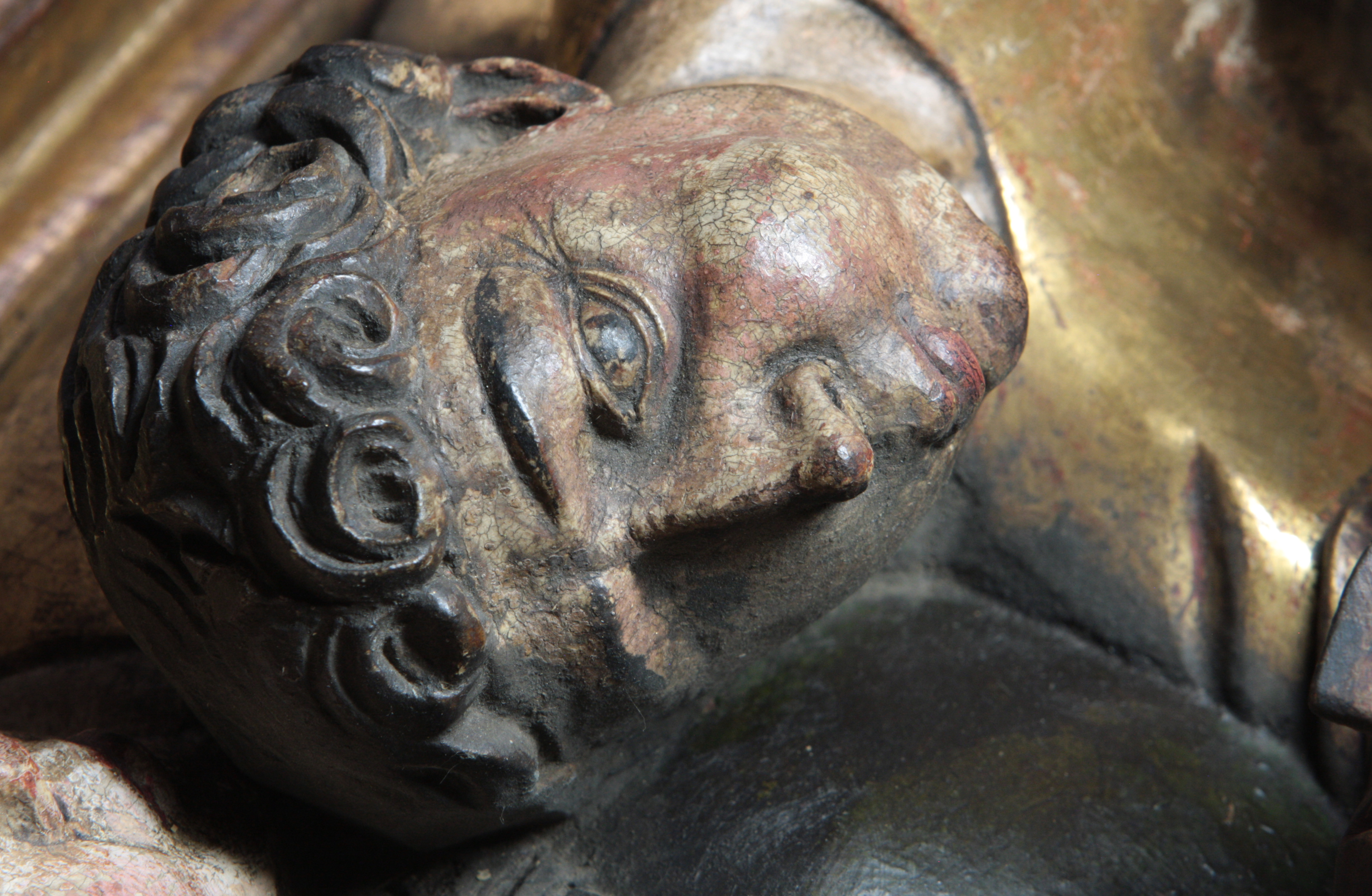
Poliptyk z Lusiny, ołtarz otwarty, fragment płaskorzeźby Śmierć Marii, drewno rzeźbione, polichromowane, złocone.
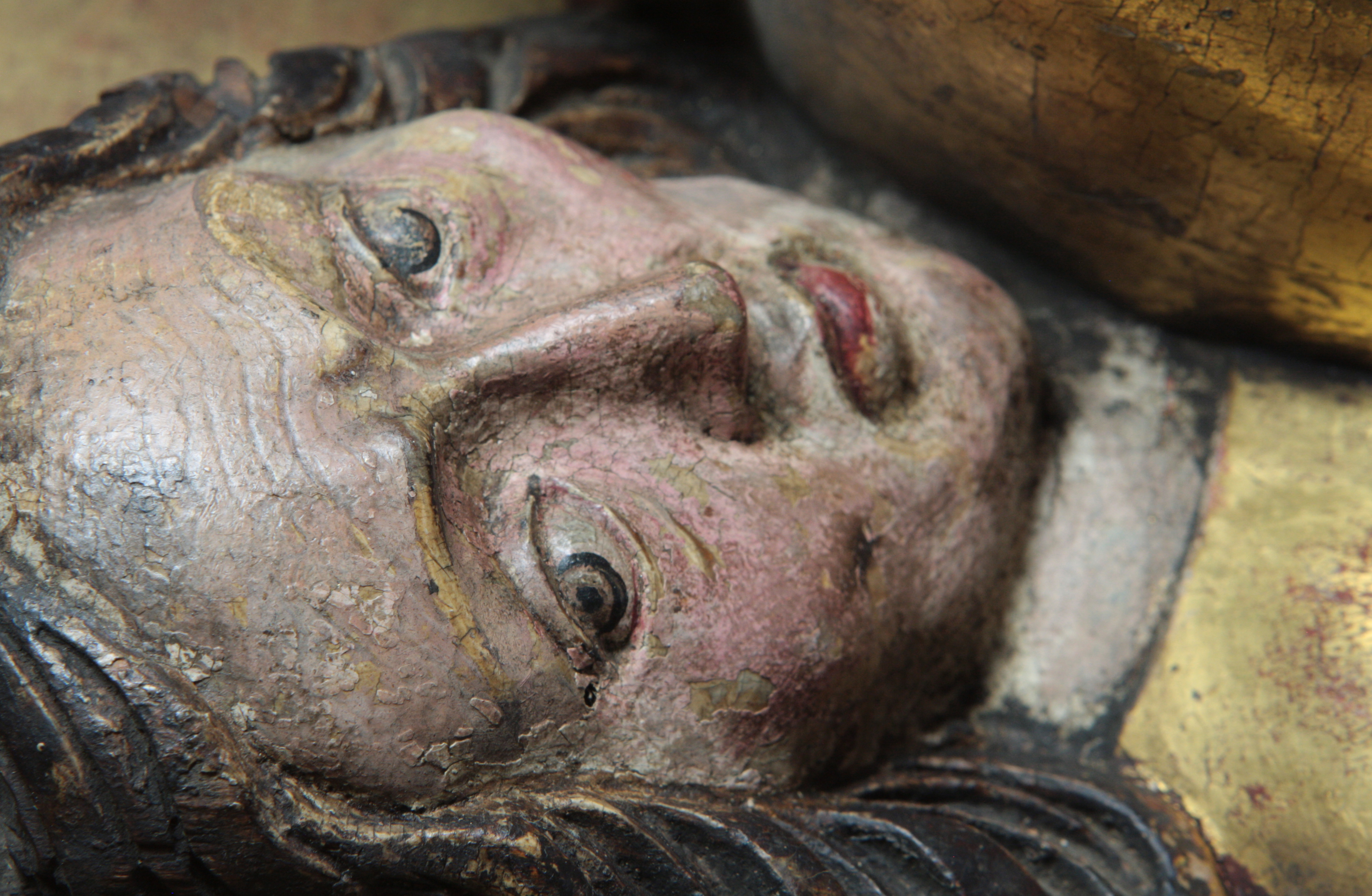
Poliptyk z Lusiny, ołtarz otwarty, fragment płaskorzeźby Śmierć Marii, drewno rzeźbione, polichromowane, złocone.
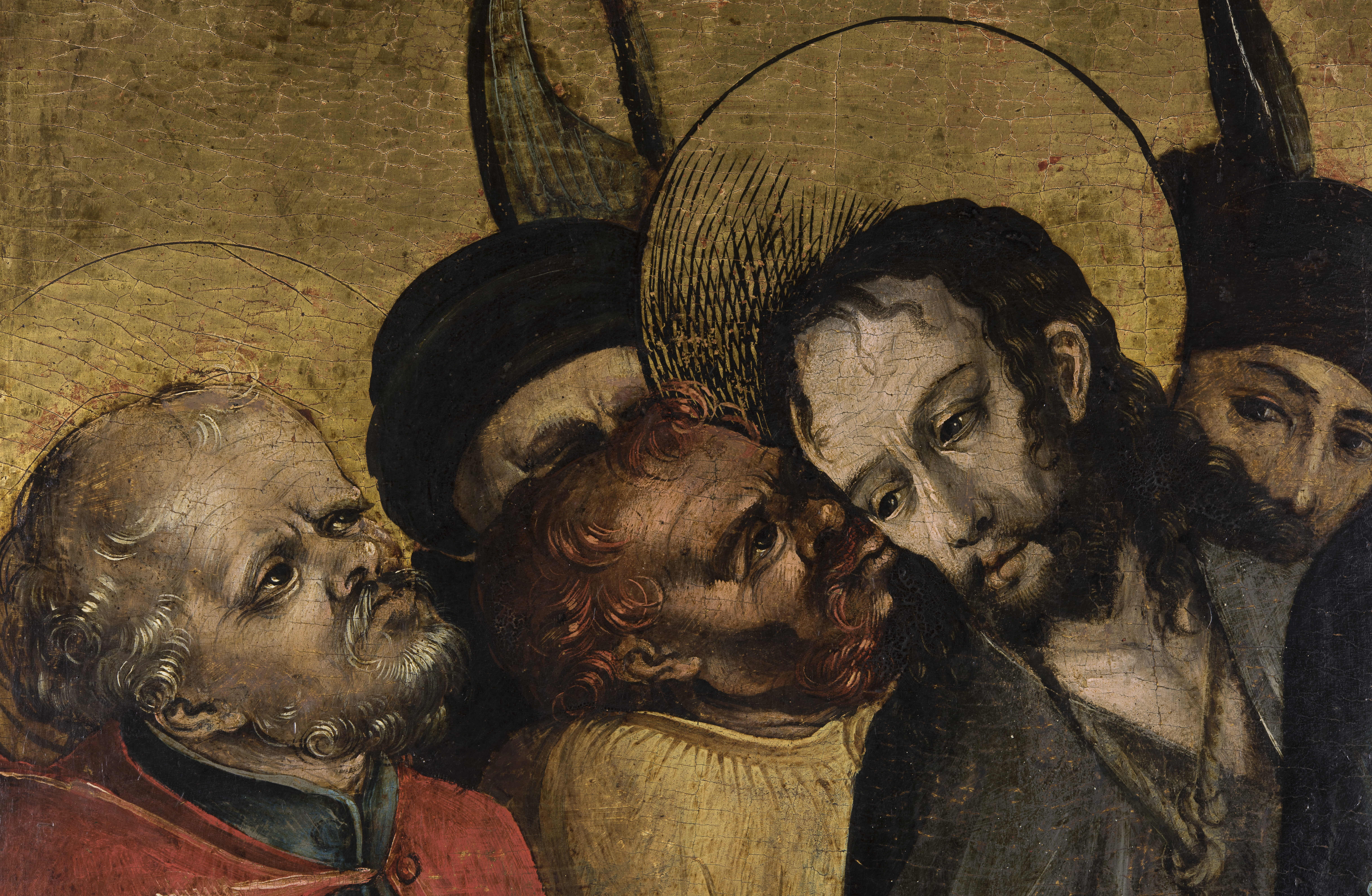
Poliptyk z Lusiny, odsłona niedzielna, fragment polichromowanej kwatery: Pocałunek Judasza.
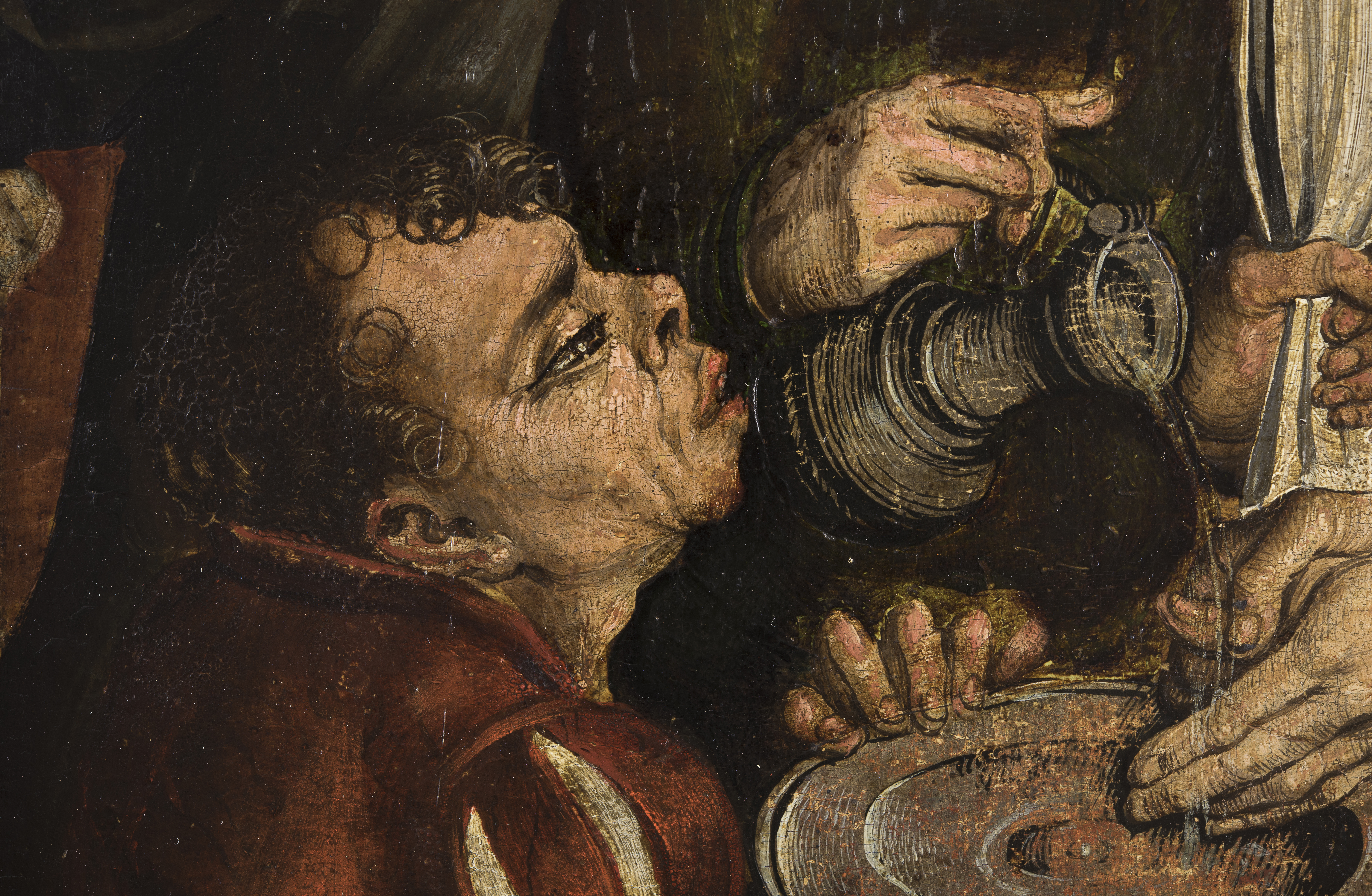
Poliptyk z Lusiny, odsłona niedzielna, fragment kwatery: Chrystus przed Piłatem.
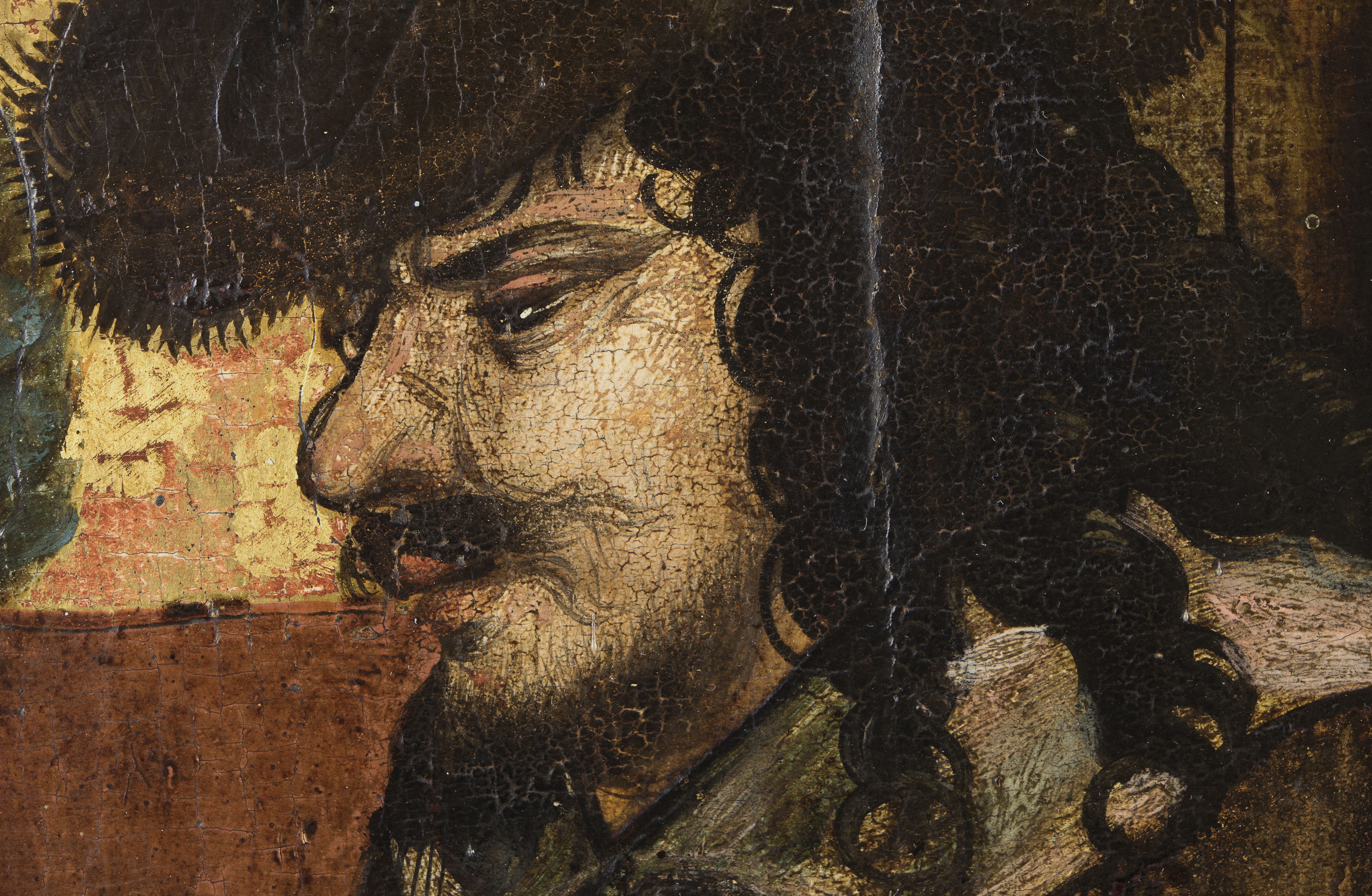
Poliptyk z Lusiny, odsłona niedzielna, fragment kwatery: Chrystus przed Piłatem.
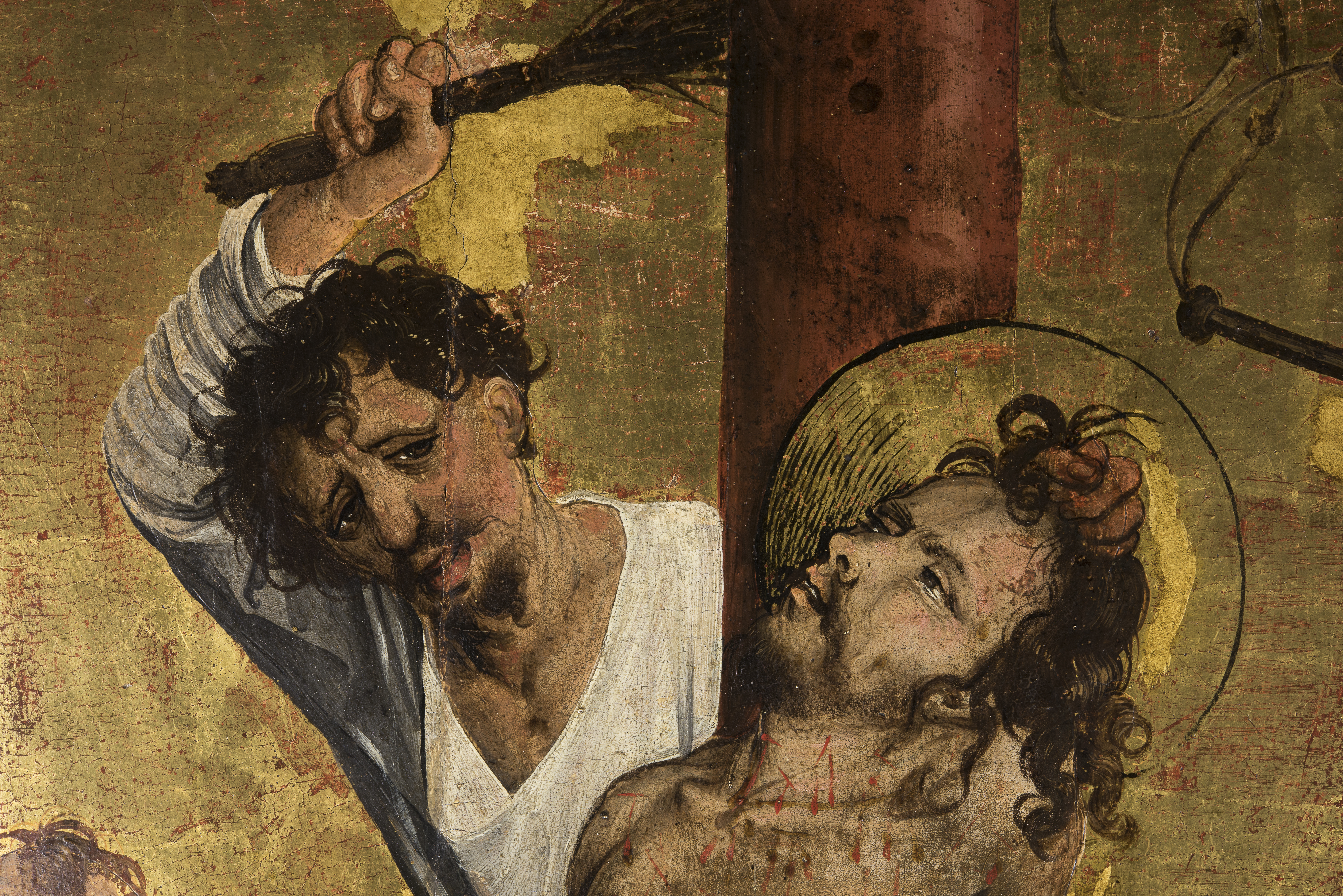
Poliptyk z Lusiny, odsłona niedzielna, fragment kwatery: Biczowanie Chrystusa.